# 10796 Sollerman
10796 Sollerman este un asteroid din centura principală de asteroizi.

## Descriere
10796 Sollerman este un asteroid din centura principală de asteroizi. A fost descoperit pe 2 martie 1992 la Observatorul La Silla în cadrul programului UESAC. Asteroidul prezintă o orbită caracterizată de o semiaxă mare de 2,18 ua, o excentricitate de 0,12 și o înclinație de 1,2° în raport cu ecliptica.